# Heal the World
〈Heal the World〉는 미국의 싱어송라이터 마이클 잭슨이 여덟 번째 음반 《Dangerous》에 녹음한 곡이다. 이 곡은 1992년 11월 23일 음반의 다섯 번째 싱글로 발표되었다. 이 곡은 잭슨이 작사, 작곡했으며 잭슨과 브루스 스위디언이 프로듀싱했다. 이 곡은 반전 가사와 세상을 더 나은 곳으로 만들고자 하는 잭슨의 인간성에 대한 바람으로 가득 찬 곡이다.
2001년 인터넷 채팅에서 잭슨은 〈Heal the World〉가 자신이 만든 가장 자랑스러운 노래라고 말했다. 그는 또한 어린이들의 삶을 향상시키기 위해 고안된 자선 단체인 힐 더 월드 재단을 만들었다. 이 단체는 또한 아이들에게 다른 사람들을 돕는 방법을 가르치기 위한 것이었다. 이 '모두를 위한 개선'이라는 개념은 위험천만한 월드 투어의 중심이 될 것이다. 다큐멘터리 《마이클 잭슨과 함께 살아보기》에서 잭슨은 네버랜드 랜치의 "기부 나무"에서 이 노래를 만들었다고 말했다.
〈We Are the World〉와 〈Heal the World〉의 앙상블 공연은 2009년 7월 7일 로스앤젤레스의 스테이플스 센터에서 열린 잭슨 추모식을 마쳤다. 이 곡은 잭슨이 〈Dirty Diana〉와 함께 런던에서 계획된 "This Is It" 콘서트를 준비하기 위해 불과 몇 주 전에 공연장에서 리허설한 것이다. R&B 가수 시에라는 2009년 BET 어워드에서 잭슨을 추모하기 위해 이 노래를 불렀다.
이 노래는 제임스 벌저의 장례식에서 연주되었고, 잭슨은 또한 아이들이 괴롭힘을 당하거나 학습 장애가 있을 때 갈 학교인 제임스 벌저 레드 벌룬 센터의 앤섬으로 사용될 이 노래를 기증했다.

## 구성
이 곡은 A장조로 작곡되었으며 E3부터 C#5까지 걸쳐 있고, 분당 80박자의 템포를 가지고 있다.

## 상업적 반응
이 곡은 1992년 12월 영국 싱글 차트 2위에 올랐고 휘트니 휴스턴의 〈I Will Always Love You〉의 1위를 지켰다. 이 곡은 빌보드 핫 100에서 27위를 차지했다.

## 뮤직 비디오
이 곡의 뮤직 비디오는 조 피트카가 감독했고 불안, 특히 부룬디에 고통 받는 나라들에 살고 있는 어린이들을 다루고 있다. 그것은 또한 잭슨이 직접 출연하지 않은 몇 안 되는 마이클 잭슨의 비디오 중 하나이며, 다른 것들은 〈Cry〉, 〈HIStory〉, 〈Man in the Mirror〉이다(〈HIStory〉와 〈Man in the Mirror〉의 클립들은 마이클 잭슨이 아카이브 영상에서만 나온다). 《Dangerous: The Short Films》와 《Michael Jackson's Vision》에 포함된 비디오 버전은 트랙의 특별한 "구어" 버전에서 잭슨의 연설을 특징으로 하는 소개 비디오를 포함하고 있다. 이 버전은 뮤직 비디오를 다루는 《Video Greatest Hits – HIStory》에 포함되지 않았다. 잭슨은 제27회 슈퍼볼 하프타임 쇼에서 35,000명의 플래시 카드 공연으로 이 노래를 불렀다.

## 곡 목록
| 7인치 싱글 및 카세트 싱글 1. "Heal the World" (7" Edit) – 4:32 2. "She Drives Me Wild" – 3:41 12인치 싱글 1. "Heal the World" (Album Version) – 6:25 2. "Wanna Be Startin' Somethin'" (Brothers in Rhythm House Mix) – 7:40 3. "Don't Stop 'til You Get Enough" (Rogers Underground Solution) – 6:18 4. "Rock with You" (Masters at Work Remix) – 5:29 CD 맥시 1. "Heal the World" (7" Edit) – 4:32 2. "Heal the World" (7" Edit with Intro) – 4:55 3. "Heal the World" (LP Version) – 6:25 4. "She Drives Me Wild" (Album Version) – 3:41 | CD 프로모 1. "Heal the World" (7" Edit) – 4:32 2. "Heal the World" (7" Edit with Intro) – 4:55 듀얼디스크 싱글 DVD 사이드 1. "Heal the World" (Music Video) – 7:31 2. "Heal the World" (Single Version) – 4:32 3. "Will You Be There" – 7:39 |

## 인증
| 국가                                                                                         | 인증 | 판매량/출하량 |
| -------------------------------------------------------------------------------------------- | ---- | ------------- |
| 오스트레일리아 (ARIA)                                                                        | 골드 | 35,000^       |
| 프랑스 (SNEP)                                                                                | 실버 | 203,000       |
| 독일 (BVMI)                                                                                  | 골드 | 250,000^      |
| 이탈리아 (FIMI) sales since 2009                                                             | 골드 | 25,000        |
| 일본 (RIAJ)                                                                                  | 골드 | 100,000*      |
| 뉴질랜드 (RMNZ)                                                                              | 골드 | 5,000*        |
| 영국 (BPI)                                                                                   | 골드 | 400,000^      |
| *판매량을 기반으로 한 인증 · ^출하량을 기반으로 한 인증 · 판매량+스트리밍을 기반으로 한 인증 |      |               |